# Smrt stopařek
Smrt stopařek (littéralement en français La Mort des auto-stoppeurs), est un film policier tchécoslovaque réalisé par Jindřich Polák, tourné en 1979 et basé sur un fait réel.

## Synopsis
Un chauffeur routier (Marek Perepeczko) a des tendances agressives. Un jour, alors qu'il prend en stop deux jeunes auto-stoppeuses (Jana Nagyová et Dagmar Patrasová (cs)), il les emmène dans la forêt où il tente de les violer. Cependant, au cours de sa tentative, il tue accidentellement l'une d'elles. Il est alors contraint d'éliminer l'autre, témoin indésirable. Malgré ses erreurs dans la dissimulation des traces de cet acte horrible, les enquêteurs parviennent à le retrouver après une brève recherche, avec l'aide de la communauté environnante,.

## Fiche technique
- Longueur : 83 minutes
- Réalisation : Jindřich Polák
- Thème : Vojtech Meštan
- Scénario : Vojtech Meštan, Jindřich Polák
- Musique : Karel Svoboda
- Photographie : Josef Vaniš
- Costumes : Milan Nejedlý
- Distribution : Studios Barrandov

## Distribution
- Marek Perepeczko : Charvát
- Zdeněk Buchvaldek (cs) : l'inspecteur Kameník
- Jana Válková : Klímová
- Jaroslava Obermaierová : Petra Jarošová
- Dagmar Patrasová : Marta Vaňková
- Jana Nagyová : Eva Černá
- Jana Gýrová :	le docteur Říhová
- Lída Plachá : Bendová
- Zdeněk Martínek :	un forestier
- Karel Heřmánek : l'inspecteur adjoint Horáček
- Petr Procházka : Míša Jaroš